# Дёрново
Дёрново — деревня в Можайском районе Московской области в составе сельского поселения Горетовское. Численность постоянного населения по Всероссийской переписи 2010 года — 1 человек, в деревне числится 2 улицы. До 2006 года Дёрново входило в состав Глазовского сельского округа.
Деревня расположена на севере центральной части района, примерно в 29 км к северо-западу от Можайска, на восточном берегу Можайского водохранилища, высота центра над уровнем моря 197 м. Ближайшие населённые пункты — Мышкино на востоке и Демихово на севере.